# 中継車

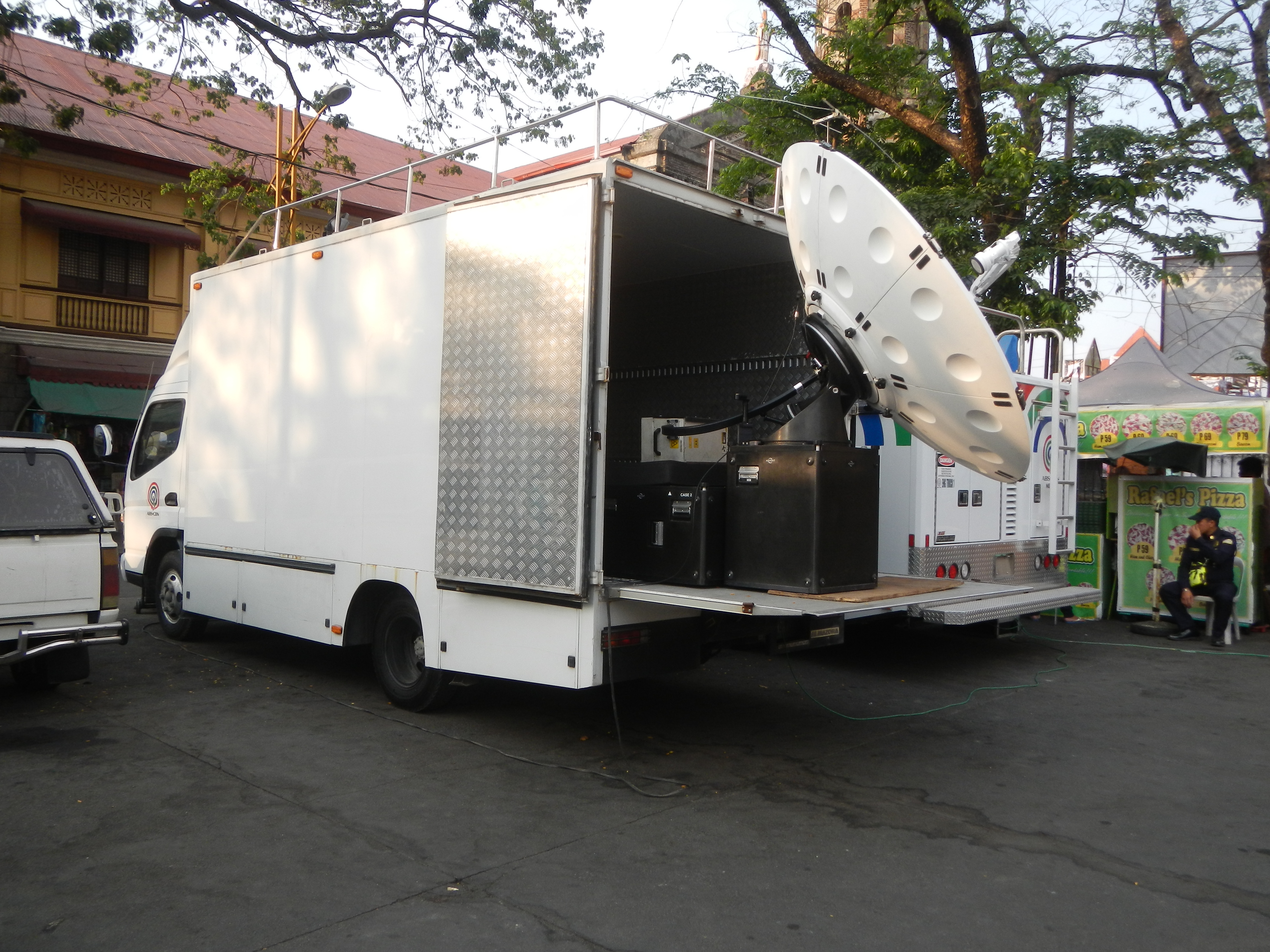
フィリピン、ABS-CBNのSNG中継車

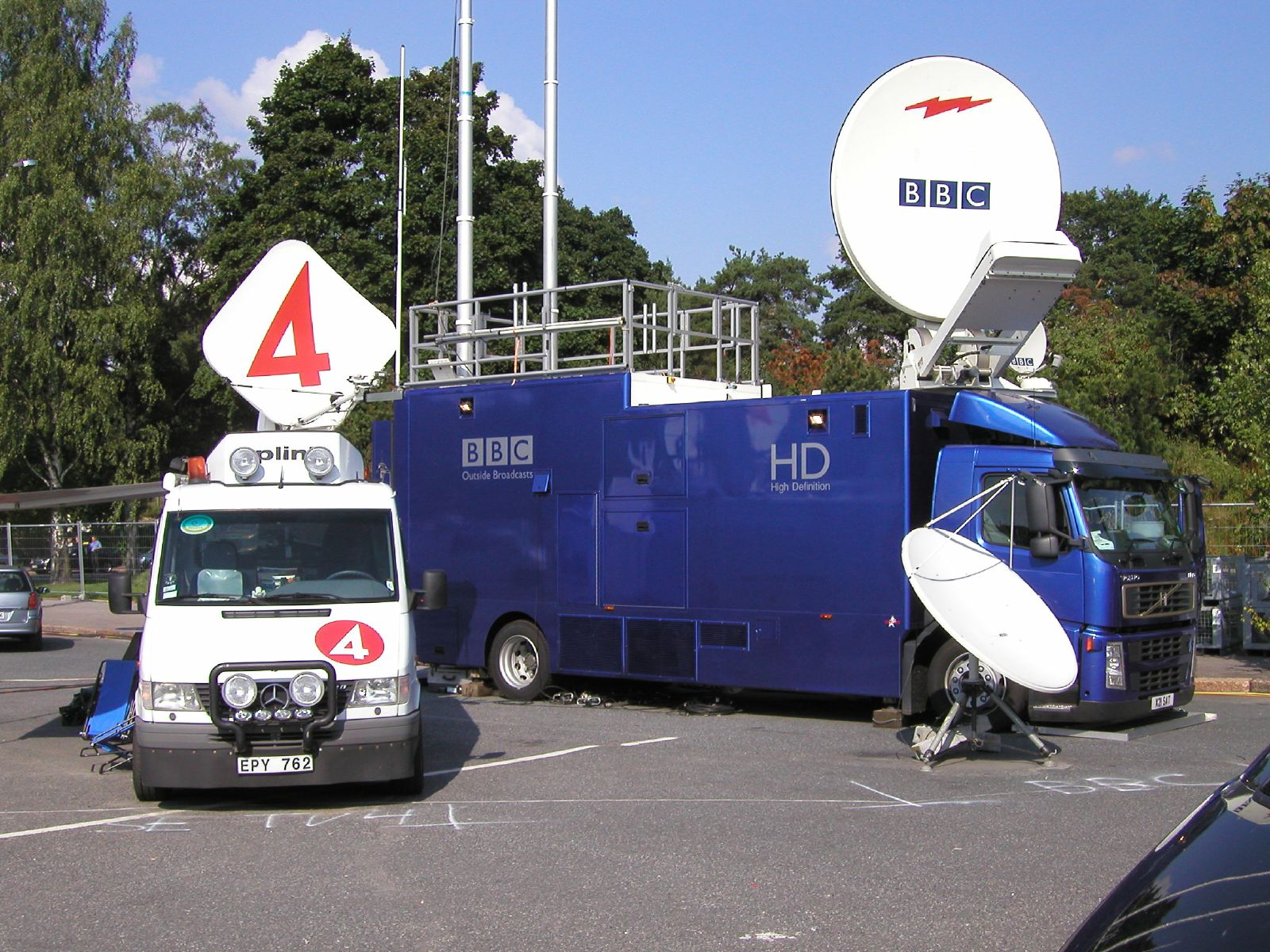
イギリスのBBCと、スウェーデンのTV4のSNG中継車

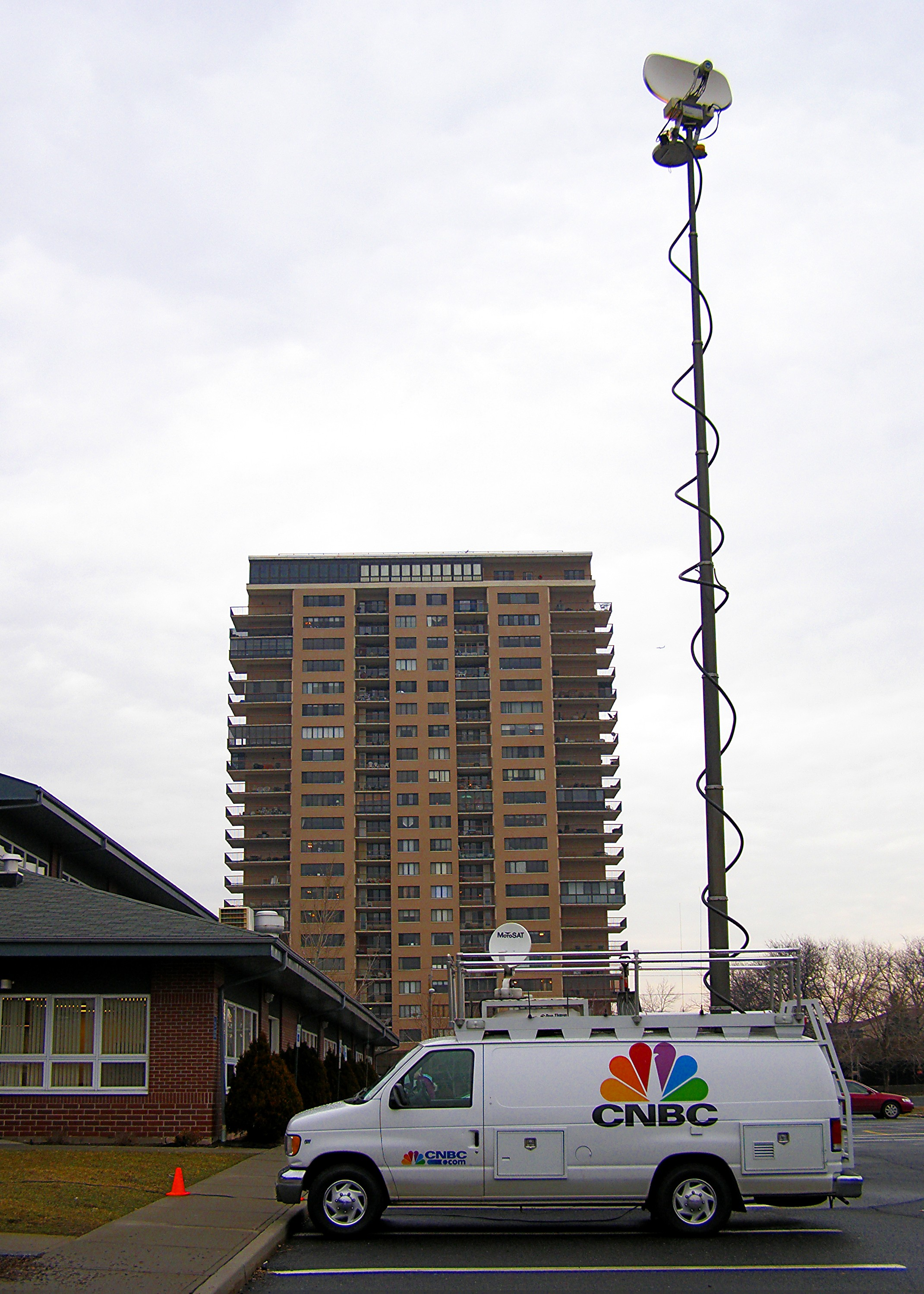
アメリカ合衆国のCNBCの中継車

中継車（ちゅうけいしゃ、英: stellite truck）とは、 ニュースの現場や舞台などから放送局に電波を中継する装置を搭載した車。中継放送するための装置群を搭載した自動車。

## 概要
中継車は、放送局から離れた場所でカメラ撮影した映像をライブ映像で放送するため（※1）に、その映像信号を放送局に向けて伝送するため（※2）に使われる装置を搭載している自動車である。
ニュースの現場、試合が行われるスタジアム、舞台などの模様をライブ映像でテレビ放映するためには、まずテレビカメラで得られた映像信号を、一旦、電波にのせて放送局に送信する必要がある。そのための装置をひと揃い搭載した自動車が中継車である。
※1　もしライブ映像を放送する必要がない場合、つまり撮影から放送までに半日など時間をおいて良いのなら中継車は必要ない。カメラ（やマイク）だけ使って現場で録画しその映像データ（電子データや録画テープ）を物理的に放送局に持ち帰りじっくり編集した上で放送にのせればよい。
※2　なお各家庭に向けて電波の送出を行うのはあくまで放送局の側の高出力の送信機とその送信アンテナである。中継車から直接的に家庭に向けて電波を飛ばすのではない。中継車はあくまで放送局に向けて映像信号を送るだけである。
中継車は放送局が保有するほかに、技術プロダクションが保有し番組制作に用いたり機材貸与の形で貸す場合もある。これら映像制作者は、取材や中継を行う場所に中継車で出向き、カメラ等を設置した後中継車内部の機器に接続、中継車内で映像調整を完了させ、放送可能な状態に仕上げる。
導入コストなどを理由に大型中継車（特に最新の放送規格に対応するもの）を導入していない放送局では、必要な時だけレンタルにより技術プロダクションや他の放送局から借用する場合もある。また、スタジオ設備更新が間に合わない場合、スタジオ横に常駐させ、副調整室として使用することもある。

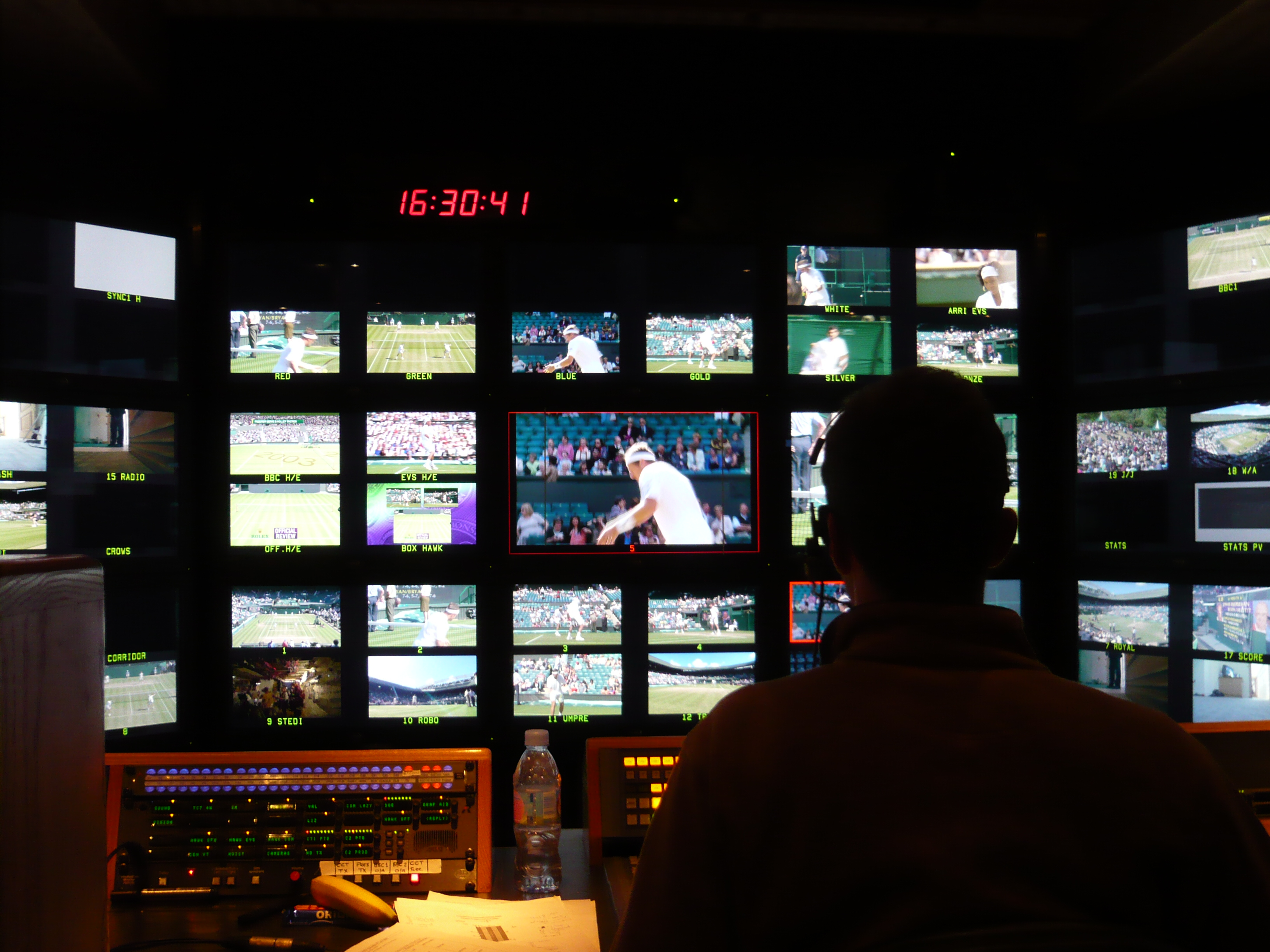
スポーツ中継を行う中継車の内部の例。これはスイッチャで副調整室としての役割をもつ例

中継車の多くは制作中継車と呼ばれるもので、数台から十数台のカメラを搭載し、スタジアム付近などに駐車し、スポーツ中継などに用いられる。内部にはスイッチャやCCU（カメラコントロールユニット）、CG装置など多くの機材が設置され、車体も大きなものが選ばれる。

## 種類
中継車は様々な用途や目的によって、求められる車体の大きさや機材が異なっている。
ラジオの中継車は小さいものはセダンで大きなものでは小型バス、テレビの中継車の場合は小さなものではワンボックスカーで大きなものでは大型バスやトラックをベースとしているものが多い。
特に大型のものでは許容される総重量の大きいいすゞ・ギガなどの大型トラックが選定される。近年では、主にトラックの車体をベースとした大型中継車で駐車中に運転席等を除く、二重構造となっている放送設備を乗せた車体後部（トラックで言う荷台部分）を両側にせり出して拡幅し、より多くのスタッフを収容できるタイプもある。
一方、報道番組における現場からの中継には、それほど多くのカメラや機材を必要としないことから、より小型で、住宅街などにも入っていける報道中継車が利用される。これらの中継車は、映像をFPUやSNG（衛星）で伝送することから、FPU中継車やSNG中継車とも呼ばれ、車体上部に大きなパラボラアンテナを装備する。
多くの中継車は取材先で駐車し業務を行うが、マラソンや駅伝に使用する場合には選手にあわせてほぼ常時移動するものもあり、それらは移動中継車と呼ばれることがある。また走行しながら映像を伝送するためにアンテナ角度を随時変更するタイプは移動体通信車とも呼ばれる。
高い音質が求められるコンサートの中継や、ラジオ放送に用いられる中継車は音声中継車と呼ばれ、レコーディングスタジオ並みの機材を搭載したものもある。
中継に直接的には携わらない支援車両も中継車と総称されることがある。大容量の発電機を搭載し、中継車等に電力を供給する電源車、カメラ等の映像の収録のみを行うVTR車や編集車、あるいはスーパースロー車などの通常の中継車には搭載しない特殊機材を専門に搭載する車両などがある。

## 搭載設備
搭載設備は中継車の目的による。映像を確認するためのモニタ棚と、モニタに表示させる映像を選択するマトリックススイッチャは、多くのテレビ用中継車に搭載される。制作中継車には、スイッチャー (映像製作)とそれを操作する制作卓、カメラの映像を調整するCCU、事前に録画した映像を流すためのVTR、そしてスタッフ間の連絡に使われる有線のインターカムなどが備えられる。スポーツ中継の際には、スロー再生用の機材や、得点や選手名を表示させるCG装置なども必要となる。マラソン等で用いられる移動中継車には、車体後部にカメラと集音マイク、そして実況席を設置した、ラジオスタジオのブース風の車種もある。
用途もさまざまであり、現場でほぼ完成版の音声・映像にまで仕上げてしまう場合のほか、スタジオ番組の一部に現場からの音声・映像をはさみこむといった使い方もある（もちろん前者では大規模な中継車が必要になり、後者ならば小規模なもので済む）。また、マイクロフォンやビデオカメラ、ケーブル類などの機材も搭載しており、機材輸送車という側面も持つ。
なお（中継車の自動車としてのハンドルをにぎる運転に関しては運転免許の有無によって 運転できる/できない が決まるが）、中継車に搭載されている無線局にあたる部分、つまりFPUやSNG等の陸上移動局や地球局の部分の操作は、VSATなど例外を除き無線従事者またはその監督による者でなければならない。規模にもよるが、人工衛星局による中継か否かにより、最低でも第二級または第三級陸上特殊無線技士を要する。

## 歴史
以前は、ラジオの中継車は専用の無線回線を使用する車両、たとえばインタビューや現場リポートにはラジオカー、高い音質が要求される番組内コーナーにはFMカーが利用されることが多かった。
（だが、携帯電話が普及すると、現場リポート程度のものであれば携帯電話の回線を使うことが増え、ラジオカーやFMカーの出番は減少した。）
以前は、テレビの中継車はもっぱらマイクロ波を用いたFPUで映像を送っており、中継車からの電波をテレビ局につなげることができない場合には中継局の確保・設置などの作業が必要であった。
1989年に通信衛星が登場したことにより、通信衛星経由で局に送るサテライト・ニュース・ギャザリング (SNG) という方法が実用化された。当初は、地表面経由でのマイクロ波中継が困難な場所でのみ限定的にSNGが使われていた。その後、通信衛星の回線数が増えたことなどにより、通信衛星経由での中継を選択することが増加している。企業や大学、警察・消防・都道府県などの官公庁では専用のSNG中継車を自前で所有・運用しているところもある。
2000年代からは、BSデジタル放送や地上デジタルテレビジョン放送の開始によって、HDでの中継も行われるようになり、デジタルFPUによる伝送、SNGによるHD伝送、NEXIONやJT等の光伝送を使用する機会が増えつつある。
2022年、TBSテレビは、世界初となる水素を使った中継車を運用することを発表した。主にスポーツ中継などを中心に使用する予定。

## 日本国内の中継車
日本国内では特種用途自動車（いわゆる8ナンバー車）の一種として扱われ、2013年時点で600台が登録されている。ラジオは周波数、テレビはチャンネル番号を希望ナンバーとして取得する車両も多い。
日本における最初期の中継車が登場したのは1952年で、スポーツ中継などに使用された。1959年の明仁・美智子の成婚パレードを機に民放各局にも導入され、1964年の東京オリンピックをきっかけにカラー化、その後1980年代には現在の中継車の原型となるVTR・スイッチャ・カメラを搭載したタイプが登場した。
中継車の開発・製作・納入を行っている会社
- 池上通信機 - 2015年までに800台の実績[3]。
- ソニー - 1980年から中継車製造を開始し、通算数百台の実績[4]。車両の調達から中継システム構築まで、顧客（放送局や他の事業者）の要望に応える[4][5]。

架装メーカー系
- 京成自動車工業
- アスカ・アイテック（当社は2020年に松電通信株式会社により吸収合併された[6]。）
- コーワテック株式会社 - SNG中継車[7]

日本の中継車のギャラリー

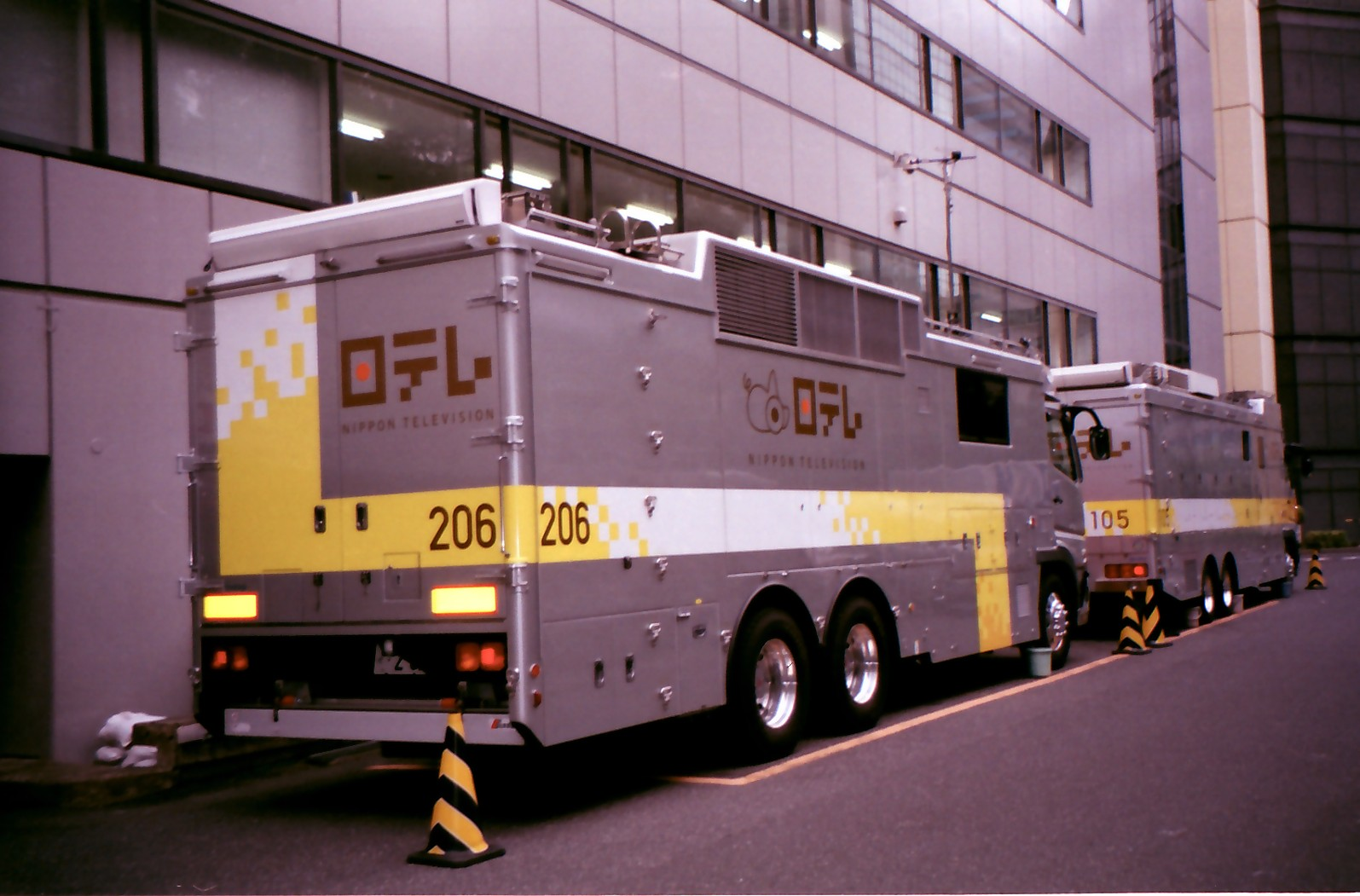
日本テレビの大型中継車（車種：三菱ふそう・スーパーグレート）
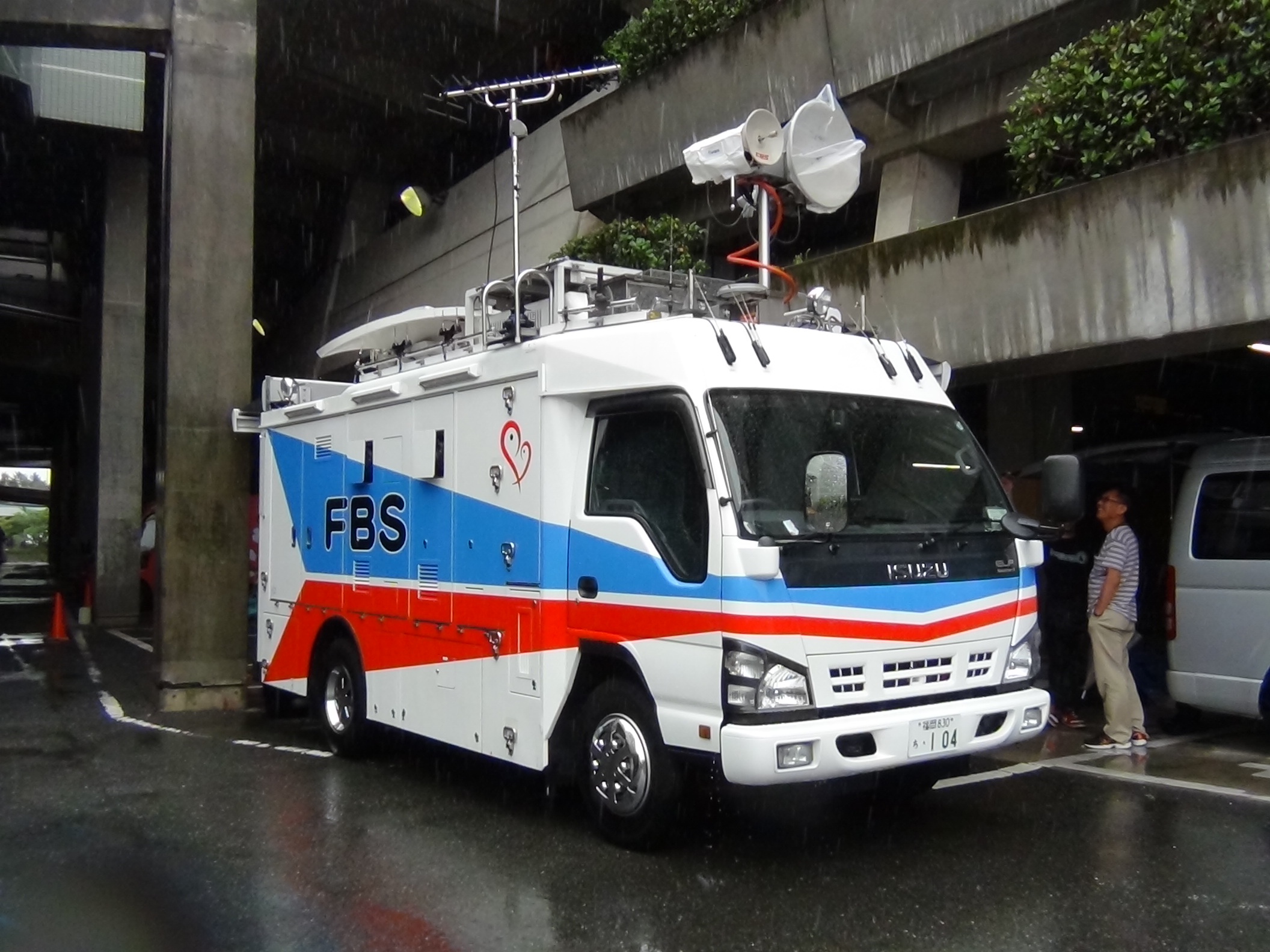
福岡放送のハイビジョンSNG中継車 （車種：いすゞ・エルフ）
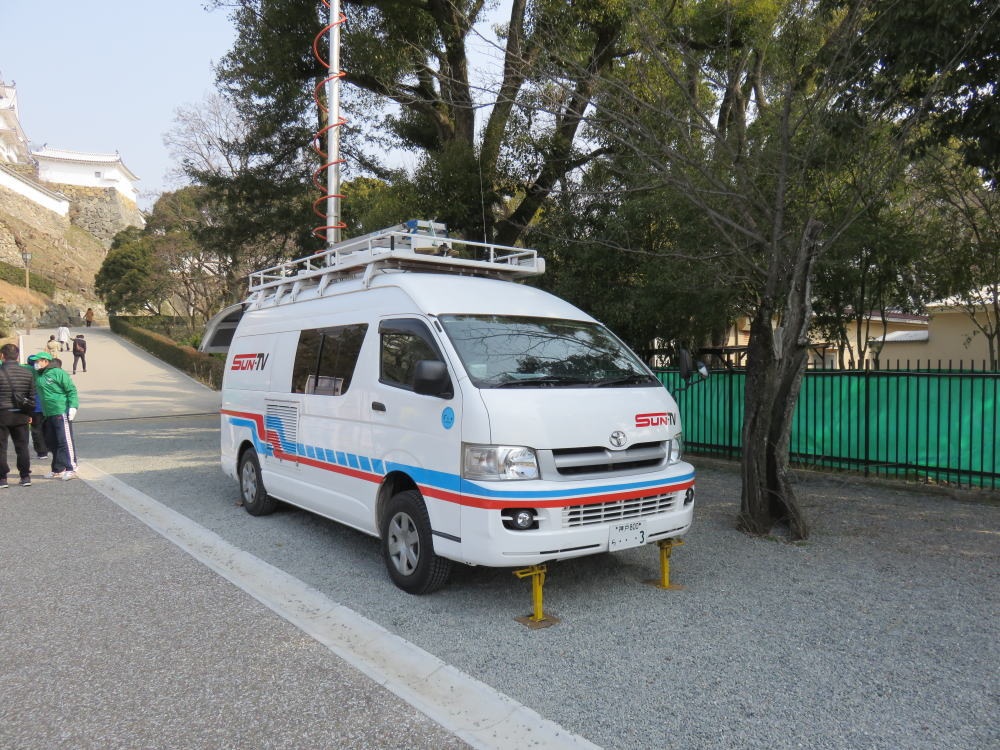
サンテレビの小型中継車、車体から出るポールとケーブルはアンテナのものである
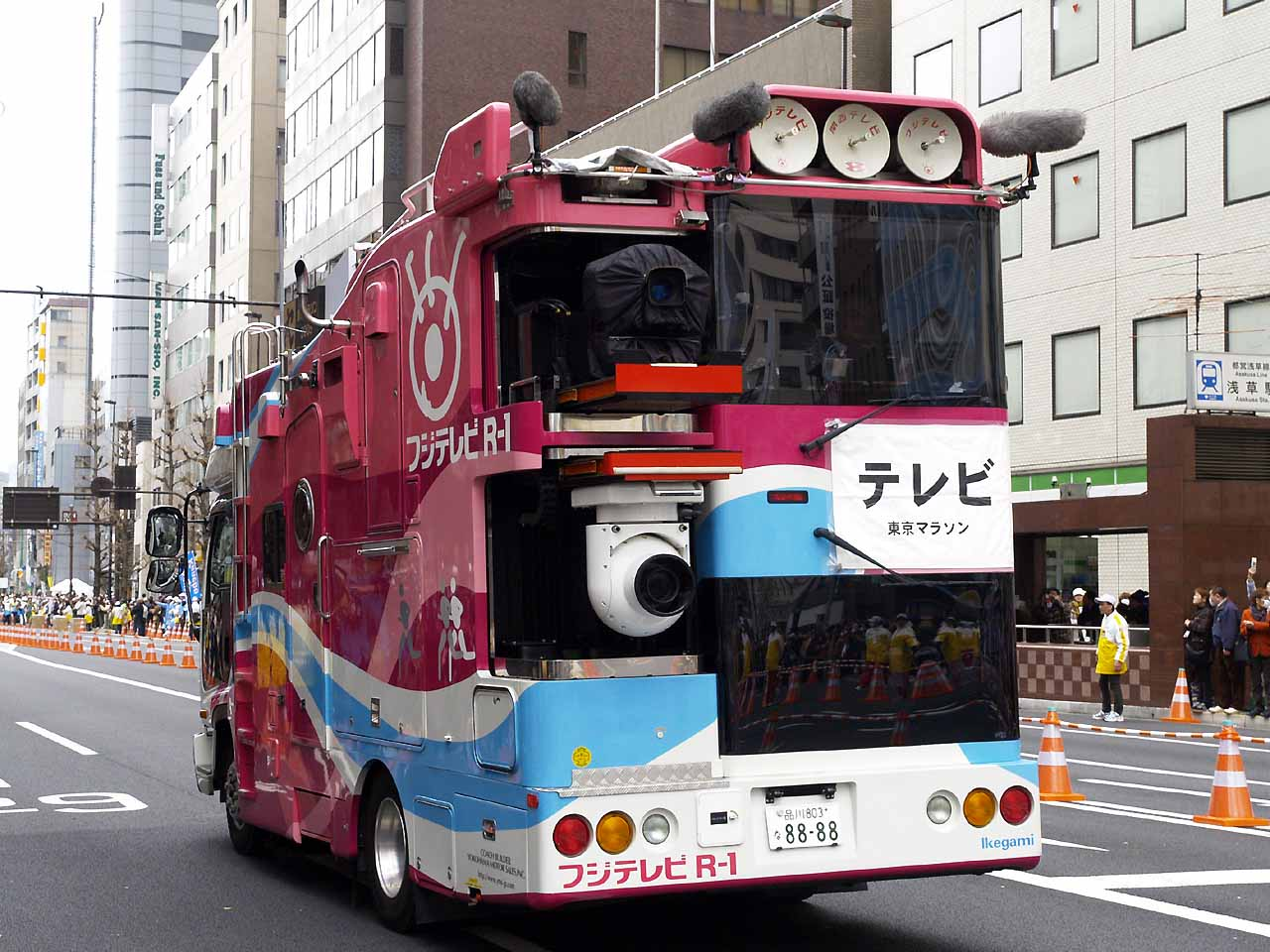
フジテレビの移動中継車（車種：いすゞ・フォワード）、マラソン中継用に車体カメラとアナウンサーブースが見える
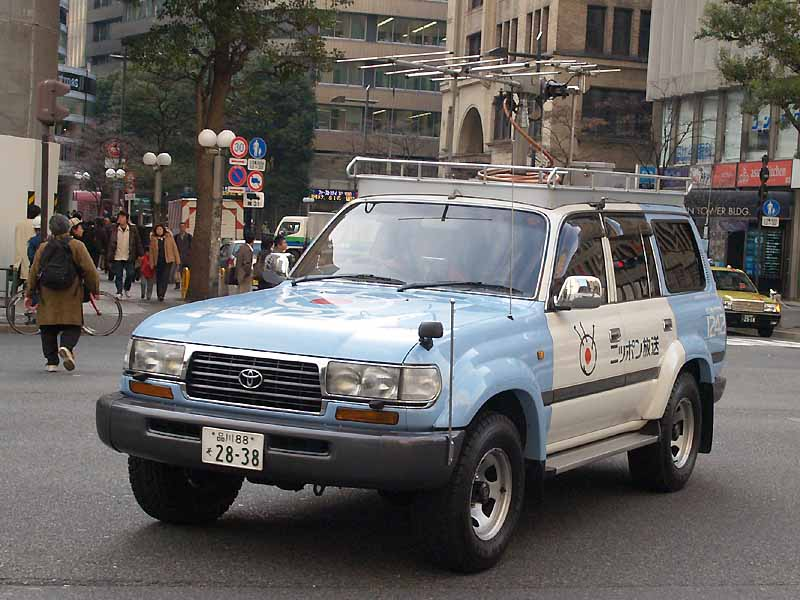
ニッポン放送のラジオカー（車種：トヨタ・ランドクルーザー80）